# Hiérarchie sociale almohade
La structure hiérarchique almohade évolue du système mis en place aux origines du mouvements par Ibn Toumert, le « Mahdi » des Almohades qui va transiter vers un système impérial et dynastique classique par Abd al-Mumin et ses descendants, les califes. Dans un premier temps, inspirée du modèle prophétique muhammadien, le système hiérarchique influencée par les structures tribales qu'elle reflète, vise à encadrer les fidèles avant de se voir superposée par une administration d'Empire.
Ce système compte ainsi les différents groupes formés après la bay'a proclamant et reconnaissant Ibn Toumert comme Mahdi. Il s'agit du Conseil des Dix, des Cinquante, des talaba, des huffaz, et du reste de la population : la totalité (al-kaffa), c'est-à-dire la masse des partisans structurés en tribus.
Le reste de la population est donc formée des « tribus almohades » fondatrices du mouvement appartenant principalement à l'ensemble tribal des Masmouda : Hargha, Ahl Tinmel, Hintata, Gadmiwa, Ganfisa, Ahl Qabail, Sanhadja et Haskoura,.

## Structure hiérarchique

### Un mouvement essentiellement tribal sous Ibn Toumert

#### D'après al-Yasa‘ cité par Ibn al-Qattan

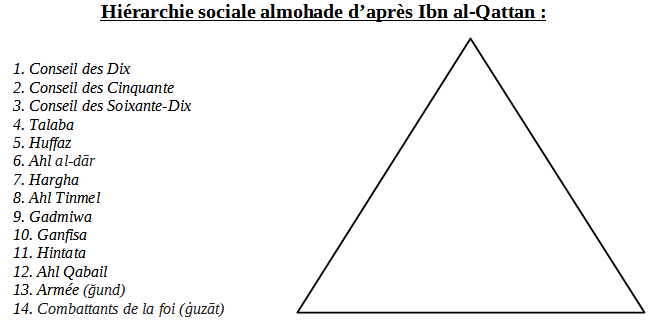
Hiérarchie sociale almohade d'après Ibn al-Qattan

D'après al-Yasa‘ cité par Ibn al-Qattan, le Conseil des Dix est au sommet de la pyramide sociale almohade. Vient ensuite le Conseil des Cinquante, le Conseil des Soixante-Dix, les talaba, les huffaz, les Ahl al-Dār. Puis on trouve les tribus appartenant à l'ethnie des Masmouda à savoir les Hargha, les Ahl Tinmel, les Gadmiwa, les Ganfisa, les Hintata et l'ensemble tribal des Ahl Qabail. Pour finir, on a les soldats de l'armée régulière (ğund), constituée au début par les habitants d'Aghmat, et les combattants pour la foi (ġuzāt), convoqués au début parmi les neuf principales « tribus almohades ».

#### D'après Al-Baydaq

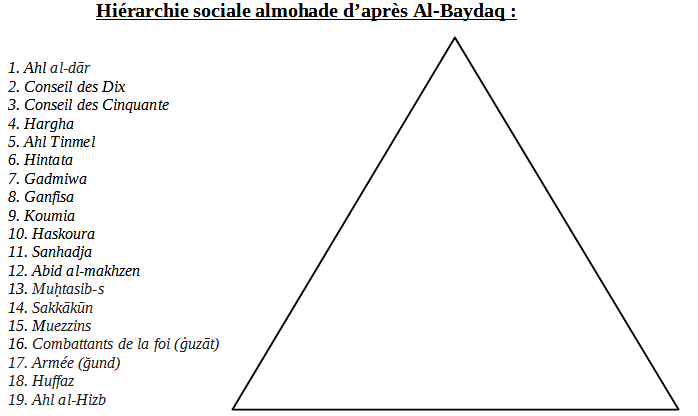
Hiérarchie sociale almohade selon al-Baydaq

### L'édification d'un Empire sous Abd al-Mumin
Abd al-Mumin, premier calife almohade, et successeur d'Ibn Toumert, va entreprendre la conquête du territoire impérial almohade. Il sort le mouvement almohade de son fief montagneux de l'Atlas pour fonder les bases territoriales de l'Empire. Abd al-Mumin est le maitre d’œuvre et le génie de la construction impériale almohade. L'Empire passe alors sous une « administration des armes », les conquêtes renforcent le prestige du souverain et sa légitimité.
La stratégie d'Abd al-Mumin, et de ses successeurs, est le contrôle familial de l'appareil d’État en construction. Il s'appuie d'une part sur un dogme almohade de plus en plus rigide et d'autre part sur une politique d'ouverture qui permet de rallier tous les vaincus et élites des régimes renversés en leur attribuant des charges de l'Empire naissant.